# سم پوغوسیان
سم پوغوسیان (انگلیسی: Sam Boghosian؛ زاده ۲۲ دسامبر ۱۹۳۱ – درگذشته ۲۶ فوریهٔ ۲۰۲۰) بازیکن در پست گارد و مربی فوتبال کالجی و فوتبال آمریکایی ارمنی‌تبار اهل ایالات متحده آمریکا بود.

## باشگاهی
از تیم‌هایی که وی در آن بازی کرده‌است می‌توان به یوسی‌ال‌ای اشاره کرد و از تیم‌هایی که وی در آن مربی‌گری نموده‌است می‌توان به یوسی‌ال‌ای، ایالتی اورگن، هیوستون اویلرز، سیاتل سی‌هاکس و اوکلند ریدرز اشاره کرد

## زندگی‌نامه
وی در ۲۲ دسامبر ۱۹۳۱ در فرزنو، کالیفرنیا به دنیا آمد . وی در ۲۶ فوریهٔ ۲۰۲۰ در سن ۸۸ سالگی در ایندین ولز، کالیفرنیا درگذشت.